# Gorice (żupania szybenicko-knińska)
Gorice – wieś w Chorwacji, w żupanii szybenicko-knińskiej, w mieście Skradin. W 2011 roku liczyła 27 mieszkańców.